# Part of Your World
Part of Your World (nella versione in italiano La sirenetta) è un brano musicale composto da Alan Menken e scritto da Howard Ashman, tratto dal film d'animazione La sirenetta del 1989 prodotto da Feature Animation.
Interpretato nella lingua originale da Jodi Benson, la quale ha inoltre doppiato la protagonista del film Ariel, è considerato un classico Disney dalla critica specializzata, apprezzata per l'unione tra il genere musicale della power ballad e del musical, divenendo punto di riferimento canoro per i successivi film Disney.
Il testo del brano in italiano è stato curato da Ermavilo e cantato da Simona Patitucci, la quale doppia anche la protagonista del film nella versione italiana.
Nel 2023 il brano è stato reinterpretato da Halle Bailey, la quale recita nel il ruolo di Ariel nel live action Disney La sirenetta, ottenendo il plauso della critica.

## Composizione
Part of Your World è stata scritta nel 1986 da Howard Ashman e il compositore Alan Menken per La sirenetta, sebbene Menken non fosse ancora stato contattato dalla casa di produzione Walt Disney, ispirandosi al musical The Little Mermaid di Broadway.
Contattati da i registi e sceneggiatori Ron Clements e John Musker, venne chiesero originariamente ad Ashman di produrre una canzone in cui Ariel dichiara il suo amore per il Principe Eric. Ashman suggerì una canzone che rappresentasse il fascino del personaggio per il mondo umano, paragonandola ai momenti dei musical teatrali in cui l'eroina canta i suoi sogni per far sì che il pubblico inizi a interessarsi al personaggio e al suo viaggio.
Clements e Musker, sebbene apprezzarono la canzone, entrarono differenti volte in disaccordo con Ashman sul testo, poiché quest'ultimo aveva insistito perché fosse molto specifico sui sentimenti della protagonista. Musker voleva in particolare cambiare il verso «I wanna be where the people are (Voglio essere dove c'è la gente)» perché riteneva che suonasse troppo politico e gli ricordasse il Governatore dell'Illinois appartenente al Partito Democratico Dan Walker. Inorridito da questo suggerimento, Ashman insistette affinché la battuta rimanesse invariata. Sebbene Ashman fosse molto sulla difensiva per quanto riguardava la canzone e in genere respingesse la maggior parte dei suggerimenti dei registi, accettò di rivedere il testo che originariamente descriveva il contenuto della grotta di Ariel, ritenuti troppo eloquenti e minuziosi, sostituendoli con parole più familiari a una sirena che impara a conoscere gli esseri umani da Scuttle, il gabbiano poco istruito a cui la protagonista pone domane sulla vita degli esseri umani.
Scritta nella tonalità di Fa maggiore a un tempo, basata su di una power ballad downtempo influenzata dal musical. Dal punto di vista vocale Part of Your World è stata eseguita con una voce sussurrata, anziché cantata ampiamente. L'estensione vocale limitata della canzone, che si estende per un'ottava esatta da C4 a C5, permettendo all'interprete di passare senza sforzo dalla voce parlata a quella cantata, alzando e abbassando il volume in modo tale da assomigliare a un normale discorso.

## Scelta dell'interprete e registrazione

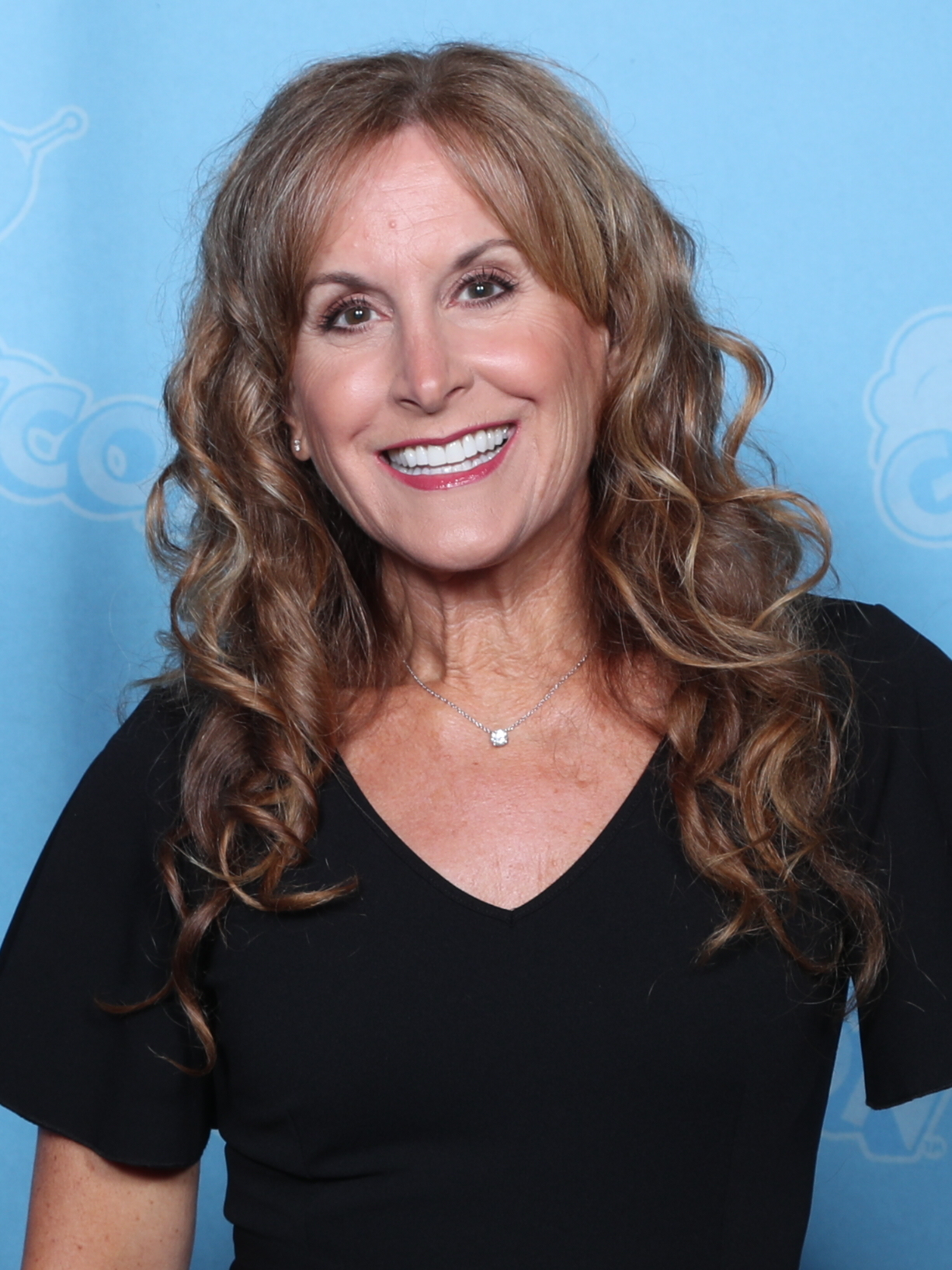
Jodi Benson nel 2021

Ashman incontrò per la prima volta l'attrice e cantante Jodi Benson mentre la dirigeva nel musical Smile nel 1986. Ashman aveva invitato l'intero cast femminile di Smile a fare un'audizione per La Sirenetta usando Part of Your World, anche se non disse loro il nome del progetto per cui stavano facendo il provino. Ashman inviò alla Benson una copia del suo demo di Part of Your World, che lei ascoltò in un bagno pubblico per prepararsi all'audizione. La Benson registrò poi un breve assaggio della canzone su un nastro a bobine con il direttore del casting Albert Tavares, che inviò alla Disney. Tutti i nastri dei provini furono lasciati non identificati in modo che i candidati rimanessero anonimi per Musker e Clements, con grande gioia di Ashman quando i registi scelsero il nastro della Benson per la voce di Ariel, cosa che le fu comunicata un anno dopo l'invio del nastro.
Al suo primo ruolo da doppiatrice, Jodi Benson venne istruita su come proiettarsi correttamente nel microfono dello studio, mettendo unicamente nella voce la propria interpretazione abitualmente messa in scena nei musical a Broadway. Le registrazioni iniziarono il 16 agosto 1989; Benson venne affiancata da Ashman nel corso della registrazione del brano, il quale portò Benson a interpretarla come se stesse recitando un monologo invece di cantare una canzone, con realismo e intensità invece di cantarla a squarciagola e di sussurrarle le battute mentre le cantava.

Nel corso della registrazione Benson chiese che le luci dello studio fossero abbassate per simulare la sensazione di essere sott'acqua. Menken e Ashman hanno deliberatamente selezionato segmenti della sessione di registrazione della Benson che «non sono perfettamente cantati» da includere nella versione finale, che vanno da note non sostenute, non corrette e prive di vibrato a parole pronunciate, perché gli autori volevano che la sua performance suonasse il più «reale» possibile. Benson ha raccontato in un'intervista rilasciata a Collider postuma il lavoro e l'impegno per la registrazione del brano:
(Jodi Benson)

### Doppiaggi internazionali
Quando La sirenetta uscì nel 1989, fu avviato un processo di doppiaggio che, nel giro di due anni, portò il film a contare 21 doppiaggi nel 1991. Nel 1998, tutti i doppiaggi esistenti sono stati sottoposti a un grande processo di revisione che ha fatto sì che 8 di essi venissero parzialmente o completamente ridoppiati e che venisse distribuita una seconda ondata di 8 nuove versioni, per un totale di 29 doppiaggi in tutto il mondo. Negli anni successivi si sono aggiunte altre 11 versioni, portando il numero di versioni ufficiali a 40.
La cantante norvegese Sissel Kyrkjebø è stata scelta per doppiare Ariel in tre lingue germaniche settentrionali: ha doppiato tutte le parti di Ariel in norvegese e svedese, mentre ha cantato solo per la versione danese. La versione austriaca tedesca del film non è un doppiaggio completo: sono stati doppiati solo alcuni personaggi, mentre il resto del doppiaggio, compreso l'adattamento dei testi, è stato preso dalla versione tedesca uscita nel 1998.
La versione in lingua italiana, la cui traduzione è stata eseguita e curata da Ermavilo, è stata interpretata da Simona Patitucci, che ha doppiato Ariel in italiano nelle versioni uscite tra il 1989 e il 1991, è stata premiata dalla Disney come miglior Ariel europea, mentre Svetlana Svetikova, che ha doppiato Ariel in russo solo nel 2006, è stata premiata come miglior Ariel mondiale.

## Accoglienza
Considerata un classico Disney dalla critica specializzata, è ritenuta responsabile dell'introduzione dell'epoca in cui Disney si è interessata al mondo teatrale di Broadway, la canzone è anche accreditata per aver reso la canzone che esprime i desideri del protagonista un punto fermo dei futuri film musicali animati Disney.
La rivista Time ha scelto Part of Your World come uno dei momenti più iconici della Disney, scrivendo: «Se sei una figlia degli anni '90 con un'identità femminile, è probabile che tu abbia cantato questa canzone nello spazzolarti o sotto il getto della doccia in più di un'occasione». La rivista Time Out ha inserito il brano al 12º posto nella lista 31 Best Disney Songs (31 migliori canzoni Disney). Consequence ha inserito il brano al 5º posto della lista dei Definitive Ranking of Every Disney Song, Ever (Classifica definitiva di tutte le canzoni Disney di sempre), mentre CBC ha posizionato il brano al 6º posto della propria lista.
Billboard considera la canzone l'ottava migliore del Rinascimento Disney. La medesima rivisita nel 2023 pone la canzone al primo posto della lista delle Canzoni Disney con le migliori strofe , definendola «un inno per chiunque abbia mai desiderato l'autonomia; [...]  un trattato sulla libertà personale e su come, senza di essa, tutte le cose del mondo non abbiano importanza», identificandolo nel verso «When’s it my turn? (Quando toccherà a me?)» poiché «colpisce ancora di più nel 2023, in un clima culturale in cui le libertà personali vengono sistematicamente sottratte a tante giovani donne brillanti e a innumerevoli altre persone che sono davvero stufe di nuotare, pronte ad alzarsi».

## Versione del live action DisneyLa sirenetta
Nel 2023 in occasione del live action Disney La sirenetta il brano è stato reinterpretato dalla cantante e attrice Halle Bailey, la quale recita nel ruolo di Ariel. Il brano, pubblicato il 26 aprile 2023, fa parte della colonna sonora del film, pubblicata il 19 maggio successivo e curata nuovamente da Alan Menken. La versione italiana è stata interpretata da Yana C.

In questa versione la tonalità è stata alzata di mezzo grado, passando a Fa maggiore. A differenza dell'originale, la Bailey fa uso del belting e dei riff vocali. La voce della Bailey va da C#4 a D5. Bailey ha raccontato il significato del brano e l'approccio alla reinterpretazione:
(Halle Bailey)
La stessa Jodi Benson ha raccontato di apprezzare e sostenere Bailey nel corso della premierre del film:
(Jodi Benson)

### Accoglienza
Jon Blistein di Rolling Stone definisce la nuova versione di Bailey «un degno tributo all'originale», in cui su di un «lussureggiante arrangiamento orchestrale» l'artista «offre una potente performance vocale». Steffanee Wang di Nylon riscontra che la nuova versione sia «piuttosto fedele all'originale» in cui Bailey «inietta una forte dose di emozioni nel testo della canzone e regala un finale vocale davvero grandioso».
Jeff Conway di Forbes riporta che dal momento in cui si sente iniziare il brano «si viene immediatamente catturati dalla voce incantevole» di Bailey, scrivendo che i fan della Disney «ricorderanno e canteranno allegramente per molti anni a venire» la nuova interpretazione. Moira MacDonald del Seattle Times ha elogiato l'interpretazione di Bailey, affermando che «la sua dote canora è dolce e potente al tempo stesso».

## Cover
- Arianna[1]
- Nikka Costa (1990)
- Connie Talbot[42]
- Andrea McArdle
- Aileen Quinn
- Barbra Streisand
- Irene Cara
- Ilaria Stagni[1]
- Faith Hill, in The Best of Country Sing the Best of Disney (1996)
- Chely Wright, in The Little Mermaid II: Return to the Sea (2000)
- Jessica Simpson, in Disneymania (2002)
- Miley Cyrus, in Disneymania 5 (2007)
- Anna Maria Perez de Tagle, in Disneymania 7 (2010)
- Bruno Mars, al BBC's Live Lounge (2012)
- Rita Pavone[1]
- Verdiana Zangaro, alla 5ª edizione di Bravo Bravissimo (1995)[43][1]
- Carly Rae Jepsen, in The Little Mermaid's Diamond Edition (2013)[44]
- Grace Page (2014)
- Jessie J, in We Love Disney (2015)[45]
- Sara Bareilles, in The Little Mermaid al Hollywood Bowl (2016)[46]
- Giulia Luzi[1]
- New Found Glory (2024)